# Sadroc
Sadroc é uma comuna francesa na região administrativa da Nova Aquitânia, no departamento de Corrèze. Estende-se por uma área de 19,26 km². Em 2010 a comuna tinha 974 habitantes (densidade: 50,6 hab./km²).